# Afternoon, a story
Afternoon, a story de Michael Joyce és la primera hiperficció. És la primera novel·la escrita en hipertext. Està composta de 539 pàgines pantalles, que corresponen als nodes, relacionades per 950 enllaços. Els nodes estan presentats dins un marc fix, el de la interfície visual, i posseeix les característiques d'un paratext. Text i paratext estan clarament separats.
Les funcionalitats proposades són els enllaços, el fet de desar o refer un recorregut, el qual és la lectura; la introducció d'un punt, de notes i un accés històric dels nodes visitats en la lectura en curs. Aquestes funcionalitats reprodueixen les condicions de la linealitat del llibre per a futures relectures si el lector ho desitja. Per reproduir en pantalla les marques paratextuals que recorden les del llibre s'utilitza la tecnologia multifinestres.

## Enllaços
Els enllaços s'activen per la interfície de la finestra genèrica. Els enllaços són retorn enrere i enllaços Y/N (sí/no). Cada node és considerat com una qüestió plantejada al lector, fins i tot quan no presenta un caràcter interrogatiu. La majoria dels enllaços només són accessibles en el mapa activable per mitjà del botó enllaç o link. Els ancoratges dels enllaços són invisibles. El fet de fer clic a qualsevol lloc de la finestra del document activa un enllaç. Quan s'oculta l'ancoratge hi ha la voluntat de distingir text i paratext i de traslladar el conjunt de les característiques funcionals de l'hipertext al paratext per tal de facilitar la concepció clàssica del mitjà llibre al lector.
El dispositiu permet desplaçar-se per la història d'altres maneres que no sigui passant pàgines; el lector pot respondre qüestions escollint sí o no, pot fer clic damunt de paraules ancoratge que li semblin interessants i que el duran a pàgines noves. Tot i que aquesta última opció és difícil perquè els ancoratges no estan marcats, per tant el lector els ha de trobar per si sol. També es pot accedir a la llista de pàgines pantalla que es vinculen a la pàgina que estem llegint i anar on volem clicant sobre el títol.

## Argument
L'argument és simple. Peter veu un accident de cotxe al matí i busca en va de saber si el seu fill i la seva exdona són les víctimes d'aquest accident. Durant tot el recorregut no hi ha resposta a aquesta qüestió. No hi ha història, cada lectura construeix una versió pròpia. És impossible recórrer el conjunt de camins possibles i apercebre el conjunt d'aclariments possibles ja que el sentit construït depèn de l'ordre en què apareixen els nodes.
Si el lector va passant pàgines només en recorre 35, que són les que ofereixen la trama narrativa de la pregunta.
Tots els altres recorreguts constitueixen un vagareig pels modes d'investigació de Peter i les seves reflexions.
No hi ha un recorregut guanyador, la narració és un laberint en un espai de cerca, que no aporta cap resposta. Hi ha frases que segons el context modifiquen el seu significat. La multiplicació dels muntatges de lectura afavoreix una desconstrucció del sentit i una indeterminació de la narració.

## Estructura
Afternoon, a storyconté vint inicis i cada node funciona com un inici d'història, és independent dels altres. Però no hi ha final. El text no té ni principi ni fi, cada node constitueix un moment intemporal. Aquest qüestionament de la cronologia correspont a l'evolució de la ficció narrativa del segle xx, és a dir, no és una invenció de l'hipertext com podríem pensar-nos.
Cada fragment narratiu trobat en la lectura de l'hipertext funciona com a inici, conté una història.
La lectura d'un fragment nou recompon l'arborescència de la narració i entra en ressonància amb el conjunt de fragments ja llegits. El sentit no es construeix seguint una línia, sinó que es va desplegant, la lectura d'aquest llibre és un treball de reinterpretació, reavaluació del conjunt de recorreguts potencials.

## Inacabament de l'escriputra
Entre 1986 i 1992 Afternoon ha conegut cinc edicions que equivalen a cinc versions de text. El suport electrònic i l'estructura hipertextual encoratgen i faciliten la reescriptura infinita de l'obra i il·lustren així el concepte work in progress.